# Cabergoline
La cabergoline est un dérivé de l'ergot du seigle, agissant comme agoniste dopaminergique.
L'administration de cette molécule comme agent antiparkinsonien se transforme en un traitement de deuxième ligne (après l'utilisation d'agents non dérivés de l'ergot). Au Japon en 2007, des études montrent un lien entre l'utilisation de ces agents dérivés de l'ergot du seigle et des valvulopathies cardiaques.